# Misil balístico lanzado desde submarino

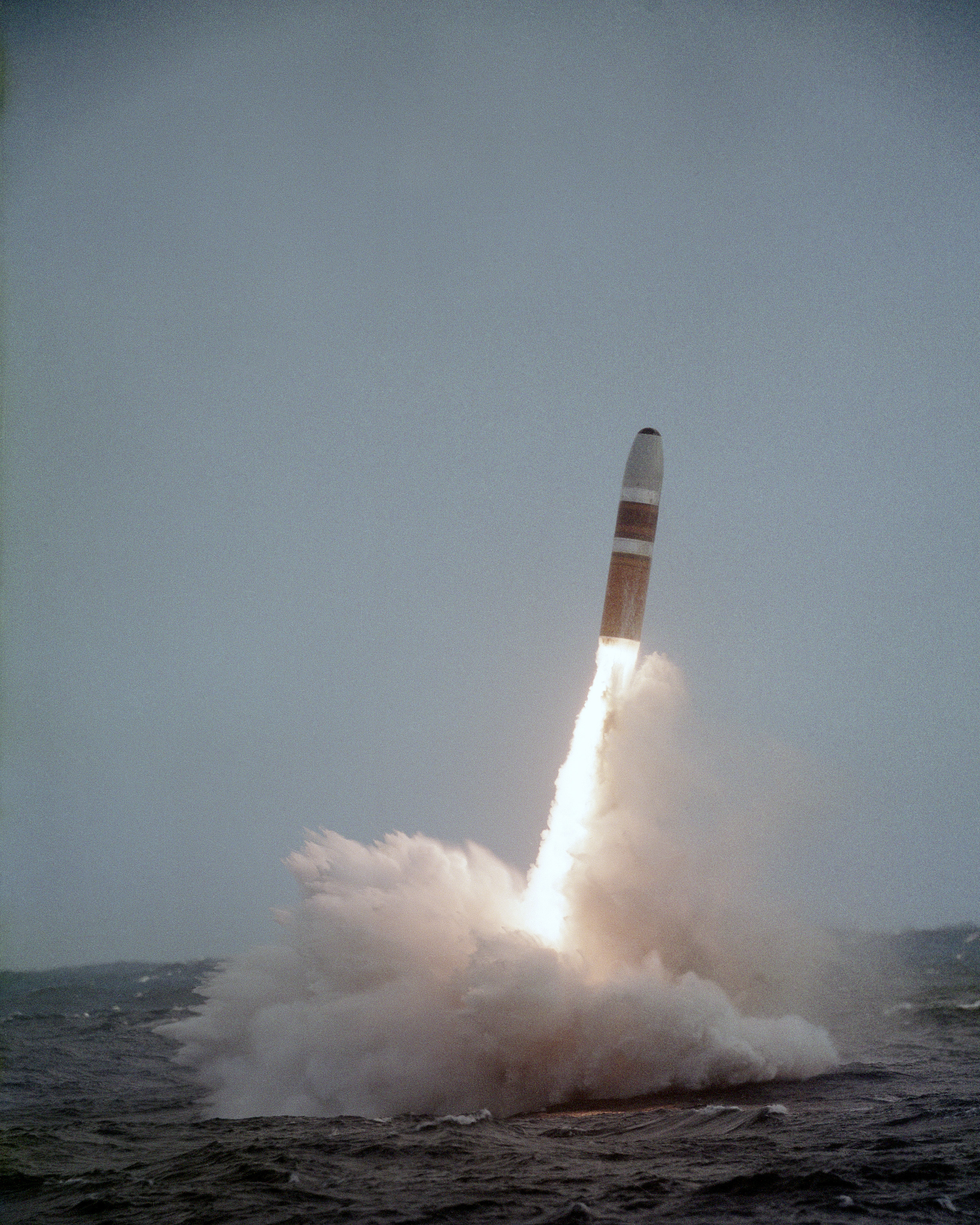
Un UGM-96 Trident I lanzado desde un submarino estadounidense en 1984.

Misiles balísticos intercontinentales para submarinos franceses M45 y M51.

Un misil balístico lanzado desde submarino es un misil balístico diseñado para poder lanzarse desde un submarino especialmente diseñado con tal fin. Finalmente puede ser lanzado por otros navíos de grandes dimensiones acondicionados para tal fin. Suele conocérselo por su acrónimo en inglés: SLBM, (Submarine-Launched Ballistic Missile). Mientras que en francés de denomina MSBS, missile mer-sol balistique stratégique. Y en ruso Баллистические ракеты подводных лодок (БРПЛ).
Este tipo de misiles arma a las fuerzas nucleares estratégicas; constituye, según las doctrinas de disuasión nuclear, un arma de segundo ataque o represalia.

## Historia

### Orígenes
El primer diseño de una plataforma de lanzamiento basada en submarinos fue desarrollado por los alemanes cerca del final de la Segunda Guerra Mundial con un tubo de lanzamiento que contenía una variante de misil balístico V-2 y fue remolcado detrás de un submarino, conocido por el nombre en clave Prüfstand XII. La guerra terminó antes de que pudiera ser probada, pero los ingenieros que habían trabajado en ella trabajaron para los Estados Unidos y para la Unión Soviética en sus programas SLBM. 

### Guerra fría - inicios
Los primeros sistemas requerían que los submarinos salieran a la superficie para disparar los misiles. Además los misiles debían izarse a la cubierta lo cual demoraba el lanzamiento y junto con el relativo poco alcance de los misiles, aumentaba las probabilidades de ser descubierto y destruido. En la década de 1950-1960 los sistemas de lanzamiento finalmente se adaptaron para permitir el lanzamiento bajo el agua .
Un submarino proyecto 611 reconvertido, clase Zulú-IV, lanzó  el 16 de septiembre de 1955 el primer SLBM del mundo. El misil era un R-11FM (variante naval del SS-1 Scud, que recibió el nombre clave OTAN SS-N-1 Scud-A) Cinco submarinos adicionales, proyectos V611 y AV611 (clase Zulu-V), se convirtieron en los primeros submarinos de misiles balísticos operacionales del mundo (SSB) con dos misiles R-11FM cada uno, entrando en servicio en 1956–57.

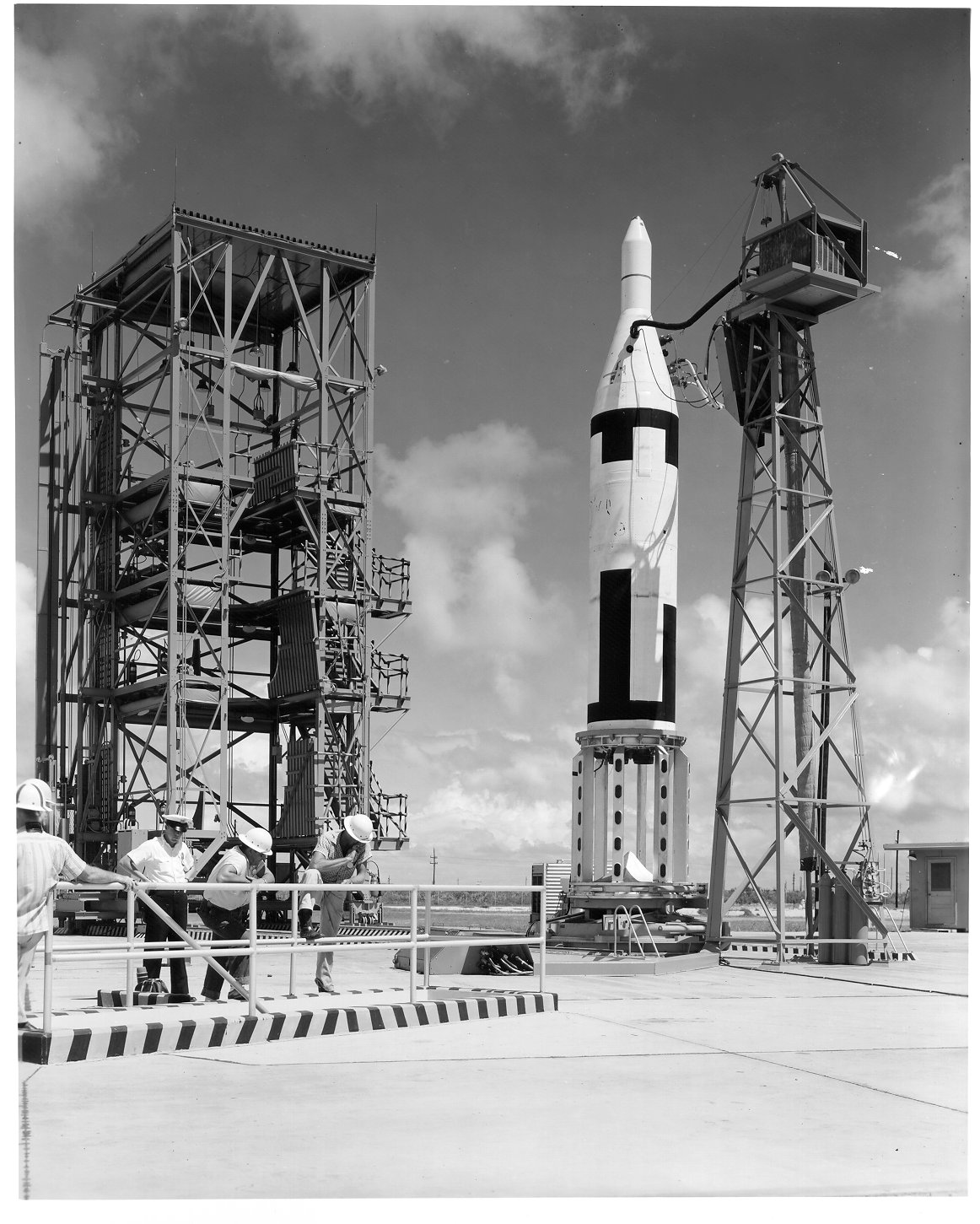
misil Polaris

La Marina de los Estados Unidos inicialmente trabajó en una variante del misil balístico de alcance intermedio Júpiter del ejército de los EE. UU.. El proyecto consistía en montar cuatro de los misiles grandes de combustible líquido por submarino. El Contralmirante W F "Red" Raborn encabezó una Oficina de Proyectos Especiales para desarrollar el Júpiter para la Armada, comenzando a fines de 1955. Sin embargo, en la conferencia de guerra submarina del Proyecto Nobska en 1956, el físico Edward Teller afirmó que se podría producir una ojiva de un megatón lo suficientemente reducida para el misil Polaris de combustible sólido de dimensiones relativamente pequeñas. y esto llevó a la Marina a abandonar el programa de Júpiter en diciembre de ese año. El Jefe de Operaciones Navales, el almirante Arleigh Burke concentró toda la investigación estratégica de la Marina en Polaris, aún bajo la Oficina de Proyectos Especiales del Almirante Raborn. Todos los SLBM de EE. UU. Han sido de combustible sólido, mientras que todos los SLBM soviéticos y rusos han sido alimentados con líquido, excepto el R-30 Bulava, RSM-56, ruso, que entró en servicio en 2014.

### Submarinos nucleares
El primer submarino de misiles balísticos de propulsión nuclear operacional del mundo (SSBN) fue el USS George Washington (SSBN-598) con 16 misiles Polaris A-1, que entró en servicio en diciembre de 1959 y llevó a cabo la primera patrulla de disuasión entre noviembre de 1960 y enero de 1961. El George Washington también realizó el primer lanzamiento exitoso sumergido con un Polaris A-1 el 20 de julio de 1960. Cuarenta días después, el 10 de septiembre de 1960, la Unión Soviética realizó su primer lanzamiento submarino exitoso de un misil balístico submarino en el Mar Blanco, desde el mismo submarino Proyecto 611 reconvertido que lanzó por primera vez el R-11FM.  El primer SSBN, soviético, el K-19 del Proyecto 658 (clase Hotel), botado en noviembre de 1960. Sin embargo, la clase Hotel solo llevaba tres misiles R-13 ( Nombre de la OTAN SS-N-4) y debían salir a la superficie e izar el misil para lanzarlo. Los soviéticos no tuvieron capacidad operativa para el lanzamiento sumergido hasta 1963, cuando los submarinos proyecto 658 (clase Hotel) y proyecto 629 (clase Golf) fueron equipados con el misil R-21 (SS-N-5).  No obstante, la Unión Soviética fue capaz de adelantar a los Estados Unidos al lanzar y probar el primer SLBM con una cabeza nuclear viva, un R-13 que detonó en el campo de pruebas de Novaya Zemlya en el Océano Ártico, y lo hizo el 20 de octubre de 1961, diez días antes de la gigantesca detonación de los 50 Mt Tsar Bomba en la misma área. Estados Unidos finalmente realizó una prueba similar en el Océano Pacífico el 6 de mayo de 1962, con un Polaris A-2 lanzado desde el USS Ethan Allen (SSBN-608) como parte de la serie de pruebas nucleares Operación Dominic.
Hasta 1967 la Unión Soviética no fue capaz de botar un submarino capaz de portar 16 misiles, el Proyecto 667A (Clase Yanqui), que entró en servicio por primera vez en 1967 y en 1974 se habían completados 32 unidades. Para el momento en que se encargó el primer Yanqui, Estados Unidos había construido 41 SSBN, apodados los "41 por la libertad".

### Décadas de los 60 y 70
El corto alcance de los primeros SLBM dictaba ubicaciones de base e implementación. A fines de la década de 1960, el Polaris A-3 se implementó en todos los SSBN de EE. UU. Con un alcance de 4.600 kilómetros, una gran mejora en el alcance de 1900 kilómetros con respecto al Polaris A-1. El A-3 también tenía tres ojivas que aterrizaron en un patrón alrededor de un único objetivo. La clase Yanqui inicialmente estaba equipada con el misil R-27 Zyb (SS-N-6) con un alcance de 2400 kilómetros (1300 millas náuticas). Estados Unidos fue mucho más afortunado en sus acuerdos de base que los soviéticos. Gracias a la OTAN y la posesión estadounidense de Guam, los SSBN de EE. UU. Se desplegaron de forma permanente en sitios de reparación avanzada en Holy Loch, Escocia, Rota, España y Guam a mediados de la década de 1960, lo que resulta en cortos tiempos de tránsito para patrullar áreas cercanas a la Unión Soviética. Las instalaciones de SSBN en los sitios avanzados de reacondicionamiento eran austeras, con solo un buque nodriza y un dique seco flotante. Se proporcionaron buques mercantes convertidos designados T-AK (buques de carga del Comando de Transporte Marítimo Militar ) para transportar misiles y suministros a los sitios. Con dos tripulaciones rotativas por barco, aproximadamente un tercio de la fuerza total de los EE. UU. Podría estar en un área de patrulla en cualquier momento. Las bases soviéticas, en el área de Murmansk para el Atlántico y el área de Petropávlovsk-Kamchatski para el Pacífico, requirieron que sus submarinos hicieran un largo tránsito (a través de aguas controladas por la OTAN en el Atlántico) a sus áreas de patrulla en el medio del océano para mantener amenazado el territorio continental de los Estados Unidos (CONUS). Esto motivó que solo un pequeño porcentaje de la fuerza soviética ocupara áreas de patrulla en cualquier momento, y fue una gran motivación para los SLBM soviéticos de mayor alcance, lo que les permitiría patrullar cerca de sus bases, en áreas a veces denominadas "bastiones profundos". Estos misiles eran la serie R-29 Vysota (SS-N-8, SS-N-18, SS-N-23), equipados en los proyectos 667B, 667BD, 667BDR y 667BDRM ( clases Delta-I a Delta-IV). El SS-N-8, con un alcance de 7.700 kilómetros (4.200 millas náuticas), entró en servicio en el primer barco Delta-I en 1972, incluso antes de que se completara la producción de la clase Yankee. Un total de 43 unidades de la clase Delta de todos los tipos entraron en servicio entre 1972 y 1990, con el SS-N-18 en la clase Delta III y el R-29RM Shtil (SS-N-23) en la clase Delta IV.. Los nuevos misiles habían aumentado el alcance y finalmente sus múltiples vehículos de reentrada dirigibles independientemente (MIRV) podían golpear cada una a un objetivo diferente.

### Misiles Poseidón y Trident
Aunque los Estados Unidos no botaron ningún submarino lanzador de misiles balísticos nuevo desde 1967 hasta 1981, sí introdujeron dos nuevos tipos de misiles. Treinta y uno de los cuarenta y uno de los submarinos originales de EE. UU. se construyeron con tubos de lanzamiento de mayor diámetro teniendo en mente futuros misiles. A principios de la década de 1970, el misil Poseidon (C-3) entró en servicio, y esos 31 submarinos fueron equipados con este. El Poseidón ofreció una capacidad MIRV masiva de hasta 14 ojivas por misil. Al igual que los soviéticos, los EE. UU. también deseaban un misil de mayor alcance que permitiera que los submarinos operar desde CONUS. A fines de la década de 1970, el misil Trident I (C-4) con un alcance de 7,400 kilómetros  y ocho ojivas MIRV fue equipado en 12 de los submarinos equipados con Poseidón. Las instalaciones para SSBN, principalmente un dique de submarinos y un dique seco flotante, de la base en Rota, España, fueron desmanteladas y fue construida la Base naval de submarinos Kings Bay en Georgia para la fuerza equipada con Trident I.

### Últimos años de la Guerra Fría
Tanto los Estados Unidos como la Unión Soviética botaron submarinos más grandes diseñados para nuevos misiles en 1981. El estadounidense era la clase Ohio, también llamado "submarino Trident", con el armamento más numeroso jamás visto, 24 misiles, inicialmente Trident I pero construido con tubos mucho más grandes para el misil Trident II (D-5), que entró en servicio en 1990. Toda la clase se convirtió para usar Trident II a principios de la década de 2000. El Trident II posee un alcance de más de 8,000 kilómetros con ocho ojivas MIRV más grandes que Trident I. Cuando el USS Ohio  (SSBN-726) comenzaron las pruebas en el mar en 1980, a dos de los primeros diez SSBN de EE. UU. se les retiraron los misiles para cumplir con los requisitos del tratado SALT; los ocho restantes se convirtieron en submarinos de ataque (SSN) a fines de 1982. Todos estaban en el Pacífico, y la base de SSBN en Guam fue desmantelada; Los primeros barcos de la clase Ohio utilizaron las nuevas instalaciones de Trident en la base naval de submarinos Bangor, Washington. Dieciocho barcos de la clase Ohio fueron botados en 1997, cuatro de los cuales se convirtieron como submarinos de misiles de crucero (SSGN) en la década de 2000 para cumplir con los requisitos del tratado START I. El gran SSBN soviético fue el Proyecto 941 Akula, conocido en occidente como clase Typhoon. Fueron los submarinos más grandes jamás construidos con 48,000 toneladas sumergidas. Estaban armados con 20 de los nuevos misiles R-39 Rif (SS-N-20) con un alcance de 8.300 kilómetros y 10 ojivas MIRV. Seis proyecto 941 fueron botados entre 1981 y 1989. En 1985, Estados Unidos tenía la mitad de las ojivas nucleares estratégicas en SLBM, la Unión Soviética el 20%.

### Después de la Guerra Fría
La construcción de nuevos SSBN estuvo paralizada durante más de 10 años en Rusia y se desaceleró en los EE. UU. Con el colapso de la Unión Soviética y el final de la Guerra Fría en 1991. Los EE. UU. desmantelaron rápidamente sus 31 SSBN más antiguos,  algunos convertidos a otros roles, y la base en Holy Loch fue desmantelada. La mayor parte de la antigua fuerza soviética SSBN fue eliminada gradualmente bajo las disposiciones del acuerdo de reducción de amenazas cooperativas Nunn-Lugar hasta 2012. En ese momento, la fuerza SSBN rusa constaba en seis Delta-IV, tres Delta-III y un solitario Typhoon se usó como banco de pruebas para nuevos misiles (los R-39 exclusivos de los Typhoons fueron desechados en 2012). Misiles mejorados como el R-29RMU Sineva (SS-N-23 Sineva) se desarrollaron para los Deltas. En 2013, los rusos botaron el primer submarino de clase Borei, también llamado clase Dolgorukiy en honor al buque líder. En 2015, otros dos habían entrado en servicio. Esta clase está destinada a reemplazar los viejos Deltas, y lleva 16 misiles RSM-56 Bulava de combustible sólido, con un alcance reportado de 10,000 kilómetros (5,400 nmi) y seis ojivas MIRV. Por otro lado China mantiene un programa de desarrollo de nuevos misiles JL-3. Y la India también esta desarrollando su propio programa.

## Despliegue
El empleo de los misiles han sido condicionado por los avances técnicos. Los primeros misiles disponían de poco alcance, lo que obligaba a dispararlos desde relativas cortas distancias del blanco y daba ventaja a Occidente respecto a los soviéticos, debido a la posibilidad de contar con bases marinas más cercanas al objetivo. Los  misiles de alcance medio fueron remplazados por misiles de largo alcance. Para poder transportarlos se necesita un nuevo tipo de submarino de gran tamaño y propulsión nuclear, que permita destinar un gran espacio interior en el casco del submarino para la instalación de los silos lanzadores de misiles, aunque algunos submarinos de propulsión convencional también podrían transportar estos silos de misiles en su interior con algunas modificaciones en el casco de la nave, fue necesario construir una nueva generación de submarinos nucleares para su transporte con mayor eficiencia, sigilo y bajo ruido de sonar, mayor tripulación especialmente preparada y una estación de lanzamiento de misiles en la cabina del submarino, el nuevo submarino nuclear podría mantenerse sumergido durante varias semanas evitando ser detectado por los sonares enemigos, hasta esperar la orden de lanzamiento del misil balístico de alcance medio armado con múltiples ojivas nucleares en su interior.
Los submarinos de misiles balísticos han sido de gran importancia estratégica gracias a su movilidad y a que pueden esconderse de los satélites de reconocimiento y disparar sus armas nucleares con virtual impunidad. Esto los hace inmunes a un primer ataque dirigido contra las fuerzas nucleares, permitiendo a cada lado mantener la capacidad de lanzar un ataque de represalia devastador , incluso si todos los misiles terrestres han sido destruidos. Esto alivia a cada lado de la necesidad de adoptar un lanzamiento de advertencia postura, con el consiguiente riesgo de guerra nuclear accidental. Además, el despliegue de misiles de alta precisión en submarinos ultra silenciosos permite a un atacante acercarse sigilosamente a la costa enemiga y lanzar un misil en una trayectoria deprimida (una trayectoria balística no óptima que intercambia el peso de lanzamiento reducido para una velocidad más rápida y rápida). ruta inferior, reduciendo efectivamente el tiempo entre el lanzamiento y el impacto), abriendo así la posibilidad de un golpe de decapitación . 
Si bien los modernos avances en acústica han debilitado a estos submarinos al facilitar (relativamente) su detección, cuando operan desde las llamadas bastiones profundos (mares parcialmente cerrados de fácil control por sus armadores, como el Mar de Ojotsk ruso y el Caribe norteamericano) o bajo los hielos polares constituyen una amenaza prácticamente invencible.
Debido a estas razones durante la Guerra Fría tuvieron una especial importancia estratégica para asegurar la suma cero total o destrucción mutua asegurada (Mutual Assured Destruction) que permite una frágil paz en la que nadie atacará primero por miedo a represalias, esta situación se conoce como disuasión nuclear.

## Lanzamiento
El proceso de disparo de los misiles desde un submarino ha ido evolucionando. Inicialmente los submarinos debían emerger y además el misil debía ser sacado del silo para disparar, lo que demoraba el disparo y hacía vulnerable al submarino. Después se mejoró el sistema y se podía disparar desde dentro del silo pero todavía se debía salir a superficie. Pero por fin se logró lanzarlos bajo el agua desde un silo vertical en el interior del casco del submarino. El misil no puede encender el motor principal estando dentro del submarino ya que existiría el riesgo de destruir el submarino. Para sacar el misil se emplea gas a presión, generalmente producido por un generador de gas.

Proceso de lanzamiento en "seco" de un misil balístico desde un submarino.

Existen dos formas de realizar el lanzamiento en húmedo y en seco. En el método en húmedo se inunda el silo antes de abrí la escotilla. En el método en seco una membrana elástica protege la entrada del silo. El agua no entra en el hasta después de lanzado el misil. La membrana esta precortada para ser rasgada adecuadamente por el misil balístico cuando sale del tubo. Una escotilla hermética protege a la membrana. La presión en ambas caras de la membrana están equilibradas y es independiente de la del exterior. Antes de abrir la escotilla se equilibran las presiones de ambos lados de la membrana con la exterior. Para conseguirlo se presuriza con agua de mar, la parte superior, exterior, de la membrana. Y la parte que da al misil balístico con un gas neutro. Estas dos presiones son iguales y corresponden a la presión del mar en la inmersión donde se encuentra el submarino. Por lo tanto, la membrana está equilibrada (presión del mar arriba, presión de gas igual debajo) Impide que el agua de mar invada el silo del misil.
En el momento del lanzamiento se enciende el generador de gas y la elevada presión generada, impulsa al misil balístico y rompe la membrana. Sale del tubo hacia la superficie. En caso de lanzamiento húmedo el funcionamiento es análogo, solo que el compartimento se inunda con antelación y además del gas generado hay agua de mar.

Perturbaciones en el lanzamiento de un misil balístico desde un submarino.

Por otro lado existen varias dificultades. En el disparo verticalmente, el misil balístico sufre la fuerza del flujo transversal de agua hasta alcanzar la superficie. Para que el flujo sea lo más débil posible, el submarino debe tener una velocidad casi nula. Sin embargo, un submarino a muy baja velocidad es difícil de controlar. Aún más difícil ya que está cerca de la superficie donde los efectos del oleaje son perjudiciales y significativos. Por lo tanto, al submarino le interesa navegar lo más lejos posible de la superficie del mar. Pero como la velocidad del misil bajo el agua es baja es fácil de perturbar. El flujo de agua, incluso muy débil, comienza a inclinarlo. Bajo el efecto del oleaje pierde el equilibrio y sale del agua con una fuerte inclinación. La corrección de esta inclinación debe hacerse lo antes posible. Será necesario encender la primera etapa para enderezar con una desviación muy grande. El consumo de propelente para enderezar el misil balístico acorta su alcance. Por lo tanto, esperamos que la recuperación no sea demasiado importante. La primera etapa debe encenderse lo antes posible.
El encendido de la primera etapa puede realizarse bajo el mar después de haber comprobado que la tobera funciona correctamente y, sobre todo, que el misil balístico está lo suficientemente lejos del submarino, que se calcula por su unidad de inercia. Para poder corregir la inclinación del misil balístico hacia el final del recorrido submarino. Otra posibilidad es encender la primera etapa en el aire una vez el misil ha sido lanzado fuera del agua.
- Combustible sólido, lanzamiento en seco, ignición por agua. Estados Unidos está representado por la serie Polaris. El misil Bulava de Rusia también emplea este método.
- Combustible sólido, lanzamiento en seco, ignición subacuática. Misil M51 francés .
- Combustible líquido, lanzamiento húmedo, ignición subacuática. El SLBM soviético tradicional es esta ruta.

## Tipos de misiles balísticos para submarinos por país

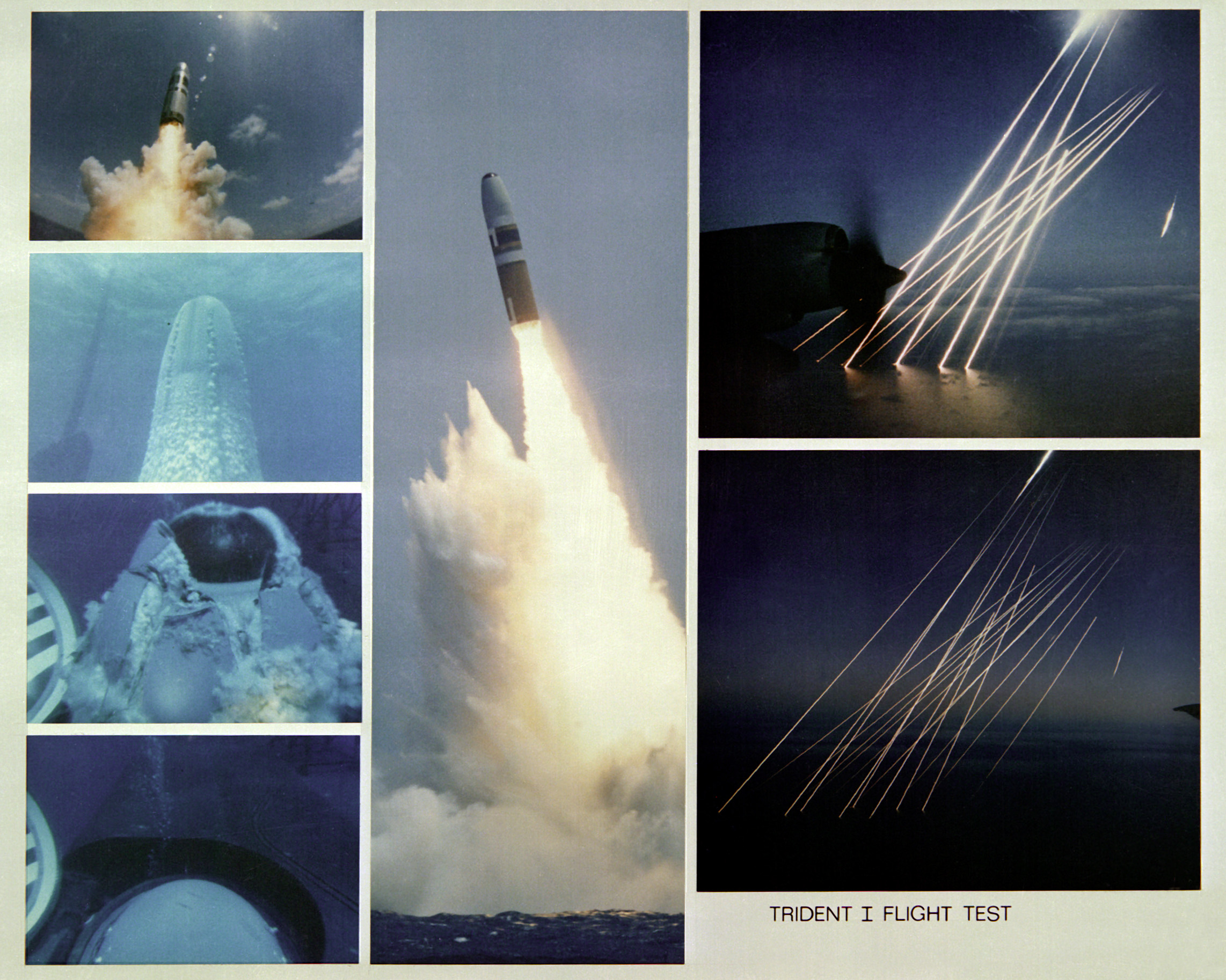
Lanzamiento de misiles Trident.

| Tipo                               | Nombre OTAN        | Alcance mínimo (km) | Máximo alcance (km) | País                    | Estado |
| ---------------------------------- | ------------------ | ------------------- | ------------------- | ----------------------- | --- |
| UGM-27 Polaris (A-1 a A-3)         |                    |                     | 4.600               | Estados Unidos          | Fuera de servicio |
| UGM-73 Poseidon (C-3)              |                    |                     | 4.600               | Estados Unidos          | Fuera de servicio |
| UGM-96 Trident I (C-4)             |                    |                     | 7.400               | Estados Unidos          | Fuera de servicio |
| UGM-133 Trident II (D5LE)          |                    |                     | 12.000              | Estados Unidos          | Operativo |
| R-13                               | SS-N-4             |                     | 600                 | Unión Soviética         | Fuera de servicio |
| R-21                               | SS-N-5             |                     | 1.650               | Unión Soviética         | Fuera de servicio |
| R-27 Zyb                           | SS-N-6             | 2.400               | 3.000               | Unión Soviética         | Fuera de servicio |
| R-29 "Vysota"/RSM-40               | SS-N-8 "Sawfly"    | 7.700               | 9.000               | Unión Soviética         | Fuera de servicio |
| R-27K                              | SS-NX-13           |                     | 3.600               | Unión Soviética y Rusia | Nunca operativo |
| RSM-45 R-31                        | SS-N-17 "Snipe"    |                     | 4.500               | Unión Soviética y Rusia | Fuera de servicio |
| RSM-50 R-29R "Vysota"              | SS-N-18 "Stingray" |                     | 6.500               | Unión Soviética y Rusia | Fuera de servicio |
| RSM-52 R-39 "Rif"                  | SS-N-20 "Sturgeon" |                     | 8.300               | Unión Soviética y Rusia | Fuera de servicio |
| R-29RM "Shtil"/RSM-54              | SS-N-23 "Skiff"    |                     | 8.300               | Unión Soviética y Rusia | Fuera de servicio (en proceso de reconstrucción a R-29RMU "Sineva")                                                                                           |
| RSM-54 R-29RMU "Sineva"            | SS-N-23 "Skiff"    |                     | 8.300               | Rusia                   | Operativo |
| RSM-54 R-29RMU2 "Layner"           |                    | 8.300               | 12.000              | Rusia                   | Operativo |
| RSM-56 R-30 "Bulava"               | SS-NX-32           | 8.300               | 9.300               | Rusia                   | Operativo |
| UGM-27 Polaris (A-3) and Chevaline |                    |                     | 4.600               | Reino Unido             | Fuera de servicio |
| UGM-133 Trident II (D5)            |                    |                     | 12.000              | Reino Unido             | Operativo |
| M1                                 |                    |                     | 3.000               | Francia                 | Fuera de servicio |
| M2                                 |                    |                     | 3.200               | Francia                 | Fuera de servicio |
| M20                                |                    |                     | 3.000               | Francia                 | Fuera de servicio |
| M4                                 |                    |                     | 5.000               | Francia                 | Fuera de servicio |
| M45                                |                    |                     | 6.000               | Francia                 | Operativo |
| M51                                |                    | 8.000               | 10.000              | Francia                 | Operativo |
| JL-1                               |                    |                     | 2.500               | China                   | Nunca fue operativo |
| JL-2                               |                    | 7.400               | 8.000               | China                   | Operativo |
| JL-3                               |                    |                     | 12.000              | China                   | Operativo |
| K-15/B-05 Sagarika                 |                    | 750                 | 1.900               | India                   | Operativo |
| K-4                                |                    |                     | 3.500               | India                   | Operativo |
| K-5                                |                    |                     | 5.000               | India                   | En desarrollo |
| K-6                                |                    | 6.000               | 8.000               | India                   | En desarrollo |
| Pukguksong-1(KN-11)                |                    | 500                 | 2.500               | Corea del Norte         | Operativo |
| Variant Pukguksong-1               |                    |                     |                     | Corea del Norte         | En pruebas |
| Pukguksong-3(KN-26)                |                    |                     | ≥2.000              | North Korea             | En pruebas |
| Pukguksong-4ㅅ                     |                    |                     |                     | Corea del Norte         | Dudoso, ninguno de los dos modelos parece real ya que ambos carecen de mortaja de separación y el Pukguksong-4 fue escoltado por la Fuerza Terrestre del EPC. |
| Pukguksong-5ㅅ                     |                    |                     | ≥3.000              | Corea del Norte         | Dudoso, ninguno de los dos modelos parece real ya que ambos carecen de mortaja de separación y el Pukguksong-4 fue escoltado por la Fuerza Terrestre del EPC. |
| Hyunmoo IV-4                       |                    |                     | 500                 | Corea del Sur           | En pruebas |
| Hyper Velocity Gliding Projectile  |                    |                     | 3.000               | Japón                   | En desarrollo |

## Submarinos estratégicos
- Clase Ohio - EE. UU.
- Clase Vanguard - Reino Unido
- Clase Delta - Unión Soviética, Rusia
- Proyecto 941 «Akula» (Typhoon) - Unión Soviética, Rusia
- Proyecto 955 «Borey» Rusia
- Clase Xia - China
- Clase Le Redoutable - Francia
- Clase Le Triomphant - Francia